# Punktualismus

Punktualismus, unten, besteht aus morphologischer Stabilität und seltenen Ausbrüchen von evolutionären Veränderungen.

Der Punktualismus (englisch punctuated equilibrium, im Jargon abgekürzt Punk Eek) ist eine von den amerikanischen Paläontologen Niles Eldredge und Stephen Jay Gould erstmals 1972 vorgestellte Theorie, welche ausgehend von Ernst Mayrs Theorie der allopatrischen Artbildung eine Erklärung von diskontinuierlichen Änderungsraten und Sprüngen in Fossilreihen liefert.

## Theorie
Die Theorie wendet sich gegen den phyletischen Gradualismus, welcher nach Gould und Eldredge eine langsame und mit konstanter Geschwindigkeit fortschreitende Transformation biologischer Arten annimmt. Im Gegensatz dazu wechselt im Punktualismus ein mit „Stasis“ (Stillstand) bezeichneter zeitlicher Abschnitt, in dem Arten nur ein geringes Ausmaß an morphologisch auffälliger Veränderung erkennen lassen, mit schnellem Wandel während der allopatrischen Artbildung ab („schneller“ Wandel ist dabei, da er sich auf geologische Zeiträume bezieht, nicht unbedingt „schnell“ für menschliche Verhältnisse im Sinne des Alltagsgebrauches). „Stasis“ wird durchbrochen (engl. punctuated).
Eine Konsequenz des Punktualismus ist eine kritische Einstellung zu strikt adaptiven Erklärungen für Morphologie, Biochemie oder Verhalten von Lebewesen, die oft als „just so stories“ abgelehnt werden. Zusätzlich müssen nach punktualistischer Sicht auch nicht-adaptive Mechanismen wie Gendrift und Spandrelbildung in Betracht gezogen werden.
Eng damit zusammen hängt die Vorstellung von der Unvorhersagbarkeit biologischer Evolution: Würde das Rad der Zeit in eine bestimmte naturgeschichtliche Epoche zurückgedreht, so würde sich eine gänzlich andere Entwicklung ergeben.
Der Punktualismus wurde oft als moderne Version einer sprunghaften Evolution, ähnlich wie sie von Richard Goldschmidt in der ersten Hälfte des 20. Jahrhunderts vertreten wurde (Hopeful Monster), missinterpretiert. S. J. Gould hat dieser Interpretation widersprochen, betont, dass der Punktualismus im Rahmen der Synthetischen Evolutionstheorie steht, und hat speziell einen Bezug des Punktualismus zu Goldschmidts Hypothese verneint. Als Gradualismus mit variabler Entwicklungsgeschwindigkeit ist der Punktualismus heute weitgehend akzeptiert. Umstritten ist bis heute jedoch die relative Bedeutung punktualistischer Mechanismen. Zunehmend wird die Diskussion in Bezug auf konkrete Organismengruppen geführt, da sich immer mehr zeigt, dass sich an einer Art oder Gattung studierte evolutionäre Mechanismen wenig verallgemeinern lassen.